# Litosphingia
Litosphingia este un gen de molii din familia Sphingidae. 

## Specii
- Litosphingia corticea - Jordan 1920
- Litosphingia minettii - Cadiou, 2000